# 閱文集團
閱文集團（英語：China Literature Limited，拼音：YUEWEN，港交所：772）是開曼群島註冊，香港股市上市公司，中國互联网企业腾讯旗下以网络文学为主业的文化创意公司，於2015年3月30日由腾讯旗下騰訊文學收购原盛大文學后整编而成，2017年11月在香港交易所挂牌上市。

## 集團沿革

### 歷史背景
2015年1月4日，盛大文学的注册公司“上海宏文网络科技有限公司”的法人变更为腾讯控股有限公司下属子公司的员工。同年1月26日，腾讯文学与盛大文学各自在内部宣布，联合对方成立“閱文集團”，对原本属于双方旗下的各个文学品牌进行统一管理。
2017年10月31日，閱文集團前往香港進行招股，吸引了41.8萬人認購，公開發售部份更獲超額認購逾620倍，凍資逾5,260億元，成為香港2009年以來最受歡迎新股。結果中籤率僅7.72%，7,979名幸運兒可獲分配一手。同年11月8日，集團首日在香港交易所掛牌，開報90元，較招股價55元高出63.6%，上市不夠30分鐘，股價已升穿100元水平。
2018年8月13日，閱文集團以總代價155億人民幣的現金及發行新股，向騰訊旗下Tencent Mobility及新麗管理層成員，全購從事電視劇、網絡劇及電影的製作和發行的新麗傳媒，閱文會以發行新股方式向騰訊支付發行代價。透過收取代價股份後，騰訊佔閱文持股比重將由目前57.63%增至62.42%。
2019年8月12日，阅文集团发布2019中期财报，数据显示阅文集团2019上半年实现总营收29.7亿元(人民币，下同)，同比增长30.1%；版权运营收入同比大增280.3%至12.2亿元，其中新近收购的新丽传媒贡献了6.64亿元。时任阅文集团联席CEO吴文辉表示“好的内容是一切开发的基础，也是阅文的核心优势”，再次强调“内容生态”的重要性。但是由于免费阅读市场冲击、正版付费用户数不断减少、新丽传媒连续两年未能完成与阅文的对赌协议，以及中国有关部门不断加强监管的态势，资本市场普遍表示了不信任，截至13日阅文集团港股收盘股价24元（港币，下同），为历史新低，股价跌幅14.5%，年初至14日跌幅为33.3%。
2020年12月14日，因阅文集团收购新丽传媒股权存在未依法申报违法实施经营者集中案的情形，国家市场监督管理总局依据《中华人民共和国反垄断法》，对阅文集团处以50万元人民币罚款的行政处罚。
2021年3月23日，阅文集团发布了2020年全年业绩报告。根据业绩报告，阅文集团在2020年实现了总收入85.3亿元，其中下半年的收入达到52.7亿元，较上半年增长61.5%。按照非国际通用会计准则（Non-IFRS）的标准计算，归母净利润为9.17亿元，其中下半年达到8.95亿元，相较上半年增长了40倍。
2021年6月3日，2021年度阅文发布会在上海中心举行，阅文集团的首席执行官、腾讯集团的副总裁兼腾讯影业的首席执行官程武宣布了"大阅文"战略的升级。该战略明确指出，阅文将基于腾讯新文创生态，以网络文学为核心，以IP开发为驱动力，与广泛的行业合作伙伴开放性地合作，以共同构建IP生态业务矩阵。
2021年7月，电影《1921》在中宣部电影局和上海市委宣传部的指导下制作，于7月1日正式上映。在上映后的期间，该影片连续十次荣登票房榜首，表现出色，上座率以及场均观众人数等数据在七一档影片中遥遥领先，总票房突破5亿元。一些党史专家对该影片进行了评价，认为它生动地呈现了中国共产党第一次全国代表大会的全过程，而众多年轻观众则表示观看这部影片就像上了一堂生动的党史课。截至2021年底，电影《1921》也开始在UME国际影城（上海新天地店）和中影国际影城（党史馆影院）长期定期放映，成为特色的党史教育活动的一部分。
2021年8月16日，阅文集团发布了2021年中期业绩报告。根据业绩报告显示，2021年上半年，阅文集团的总收入同比增长了33.2%，达到43.4亿元；其中，版权运营及其他收入同比增长124.5%，达到18.0亿元；根据非国际通用会计准则（Non-IFRS）的标准计算，归母净利润达到6.65亿元，同比增长了30倍。在"大阅文"战略的指导下，阅文集团在网络文学领域加强了对IP生态链的发展，IP在整个产业链上的塑造、延伸和扩展已成为阅文集团强劲增长的重要动力。 
在2021年8月，阅文集团旗下的上海玄霆娱乐信息科技有限公司和新丽传媒集团有限公司同时被评选为2021-2022年度国家文化出口重点企业。这是阅文集团第四次获得此殊荣。此外，阅文IP改编的电视剧《庆余年》在海外发行运营方面也被评选为2021-2022年度国家文化出口重点项目。
2021年10月，动画片《斗破苍穹三年之约》首播，以其出色的制作质量和对原著作品的高度忠实呈现而成为当年备受欢迎的佳作。该动画在豆瓣上获得了8.6分的评分，而其13集的播放量达到了16亿次。此外，曾经创下年度国产动画播放记录的《斗破苍穹》动画系列的总播放量也在这一时刻超过了百亿次，因此被誉为3D国产动画行业的领先作品。
2022年1月，“时代旋律三部曲”之《人世间》定档1月28日，在央视一套、爱奇艺播出。CSM数据显示，《人世间》总观众规模3.71亿人。其中单集最高收视率达3.38%，收视份额达15.47%，创下CCTV-1黄金档电视剧近8年新高。爱奇艺站内热度值破10000，成为2022开年首部内容热度破万的全民爆款。同时，该剧也是第三部在爱奇艺站内内容热度破万的剧集。 在第31届中国电视金鹰奖上，《人世间》凭借7项提名、4项大奖成为本届金鹰奖获得提名及奖项最多的作品。8月《人世间》入选了中宣部、国家广电总局“礼赞新时代 奋进新征程”优秀电视剧展播重播剧目。12月，《人世间》获得中共中央宣传部第十六届精神文明建设“五个一工程”电视类优秀作品奖。 2023 年 1 月，《人世间》获得由中央广播电视总台主办的 CMG 首届中国电视剧年度盛典“年度大剧”等多项荣誉。
2022年3月22日，阅文集团发布了2021年全年业绩报告。根据报告显示，2021年阅文集团的总收入达到86.7亿元，其中在线业务收入同比增长了9.6%。在IP运营业务方面，自有版权运营及其他业务收入同比增长了30.0%。在盈利方面，归母净利润达到了18.5亿元；按照非国际财务报告准则（Non-IFRS）计算，归母净利润为12.3亿元，同比增长了34.1%。在"大阅文"战略的指导下，阅文集团的盈利能力显著提升，IP生态链为未来的长期发展奠定了坚实的基础。
在2022年5月，阅文集团旗下的起点中文网和起点读书App进行了品牌升级，采用了崭新的标识，并发布了全新的口号：“每一本好书，都是新的起点”，以致力于不断推动优质书籍的发展。
2022年6月，阅文集团旗下女生阅读平台潇湘书院宣布全新移动客户端在全网上线，推出全新 Slogan “她故事，她力量”，并启用新 Logo，将持续扶持女性精品创作。
2022年7月，由阅文集团旗下的新丽传媒制作的电影《你好，李焕英》荣获第36届大众电影百花奖的优秀影片奖。这部电影在上映后取得了卓越的票房业绩，总票房超过了54亿，位居中国影史票房排行榜的前三名。
2022年9月，16部中文网络文学作品首次纳入大英图书馆中文馆藏。这些作品均归阅文集团所有。分别是《赘婿》、《赤心巡天》、《地球纪元》、《第一序列》、《大国重工》、《大医凌然》、《画春光》、《大宋的智慧》、《贞观大闲人》、《神藏》、《复兴之路》、《纣临》、《魔术江湖》、《穹顶之上》、《大讼师》和《掌欢》。
在2022年11月，第33届电视剧飞天奖揭晓。阅文集团旗下新丽传媒出品的电视剧《叛逆者》荣获“优秀电视剧”大奖。
2023年3月16日，阅文集团发布了2022年全年业绩报告。根据报告，2022年，阅文集团的总营收达到76.3亿元；按照非国际财务报告准则计算的归母净利润为13.5亿元，同比增长9.6%。对应的净利率达到17.7%，同比提高了3.5个百分点。报告还显示，2022年，阅文集团的自由现金流为11.8亿元，同比增长了49.5%。截至12月31日，公司的净现金达到了70.9亿元。根据不同的业务领域来看，2022年，阅文集团的在线业务收入为43.6亿元，月活跃用户（MAU）达到2.4亿，平台新增了约54万名作家和95万本作品，新增字数超过390亿。版权运营及其他业务收入达到32.6亿元。 
在2023年5月，阅文集团总裁兼腾讯平台与内容事业群副总裁侯晓楠先生被任命为阅文集团的首席执行官。
2023年6月，阅文集团的CEO侯晓楠发布了一封内部信，宣布启动新一轮组织升级，并明确了公司的中长期业务规划。公司的战略目标是升级AIGC以支持原创内容的多模态多品类内容大平台，同时构建全新的IP上下游一体化生态体系。为实现这一目标，阅文集团将设立“四大事业部”，包括内容生态平台事业部、影视事业部、智能与平台研发事业部和企业发展事业部。
2023年7月19日，在阅文创作大会上，国内首个网文大模型“阅文妙笔”正式亮相。阅文集团的CEO兼总裁侯晓楠表示，阅文妙笔是“最懂网文”的大模型，将为创作生态和IP生态提供全面的赋能，紧密结合AIGC技术。
2023年8月10日，阅文集团发布了2023年中期业绩报告。报告显示，2023年上半年阅文集团的总收入达到32.8亿元，而归母净利润为3.8亿元，同比大幅增长了64.8%。阅文集团进一步加大了对AIGC技术的投资和布局，推动人工智能全面融入各个业务环节，以提高IP生态的质量和效率。 
2023年12月5日，由上海市新闻出版局指导，上海市出版协会、阅文集团主办的第二届上海国际网络文学周正式开幕。会上发布的《2023中国网络文学出海趋势报告》显示，截至2023年10月，阅文旗下海外门户起点国际WebNovel已上线约3600部中国网文的翻译作品，推出海外原创作品约61万部；访问用户量累计超2.2亿；培养约40万名海外网络作家。会上，阅文集团宣布启动多语种发展计划。
2023年12月11日，阅文集团（0772.HK）公告称，将以人民币6亿元价格收购腾讯动漫旗下包含腾讯动漫App平台、其作品知识产权与相关权利、动画及影视项目等在内的相关业务及IP资产。
2024年，阅文集团在新加坡举办2023阅文全球华语IP盛典。国内外上下游产业伙伴、演艺明星、网络文学作家代表等逾千人出席活动，现场发布2023全球华语IP榜单，上榜作品中近七成已在海外发行。
2024年，由阅文集团旗下新丽电影、阅文影视共同出品的电影《热辣滚烫》，成为中国春节档票房冠军。最终票房达34.6亿元，在当前中国影史票房排名中，位列第14。阅文集团与索尼影业合作《热辣滚烫》的全球发行，是今年海外最高票房的华语电影。
2024年，由中央电视台、腾讯视频、阅文影视、新丽电视出品的《庆余年第二季》在CCTV-8播出后，连续18天全国全部频道实时收视率位居Top1，也是腾讯视频至今播出热度最高的剧集。其海外独家发行权也已售给迪士尼，在全球同步发行，成为Disney+有史以来播出热度最高的中国大陆剧。
2024年5月29日，阅文集团携手瑞士国家旅游局共同宣布，将发起“全职高手：25年相约苏黎世计划”，开展为期一年的深度海外文旅活动。
2024年6月13日，新加坡旅游局与阅文集团签署战略合作协议。新加坡旅游局局长欧燕媚与阅文集团首席执行官兼总裁侯晓楠出席签约仪式。新加坡旅游局将借助新加坡亚洲与全球门户优势，协调本地丰富的旅游、场馆和服务资源，以多元化方式呈现热门华语IP，助力阅文集团拓展海外市场。
2024年8月12日，阅文集团发布业绩报告。2024年上半年阅文集团实现营收41.9亿元，同比增长27.7%，其中版权运营及其他业务收入增73.3%创三年内最大增幅；Non-IFRS归母净利润达7亿元，同比增长16.4%。得益于《庆余年第二季》《热辣滚烫》等现象级的影视“四连爆”，阅文依托IP全产业链能力和机制释放出优质IP的巨大潜力，取得了多项核心财务指标的大幅增长。

## 争议
2020年4月27日，母公司腾讯集团解职閱文集團管理层，吴文辉等人被迫离开管理职位，标志着閱文集團正式地、完全地进入腾讯的“大文娱布局”战略体系。当日阅文集团收盘股价36.050元，收涨5.97%。28日，阅文集团开盘后拉涨，截至11时，股价暴涨近13%。但同时，新旧管理层经营理念的冲突传导到了阅文集团旗下作者与读者群体，开始引发用户恐慌。
在舊版合約中，閱文擁有作品的所有版權，可以對「不滿意」的作品內容改寫續寫；無須將作品改編版權收益分予原作者；擁有作者的社媒體帳號營運權等等。
2020年5月4日，閱文集團“奴隶合同事件”持续发酵，受舆论影响，阅文集团股價已跌到32元水平，收跌8.18%。
2020年5月5日，阅文集团旗下读者和作者号召组织举行“五五断更节”，并在全国人民代表大会法律草案意见征集网、国家知识产权局、中央网络安全和信息化委员会办公室、两会意见通道等多个官方平台进行数万人规模的举报、抗议活动，反对公司合同、对新管理层表示强烈不满。5月5日港股收盘，阅文股价小幅收涨3.44%，至33.1港元。
2020年6月4日，阅文提供的新合同，涉及基础协议、授权协议甲版（授权著作财产权保护期）、授权协议乙版（授权二十年）和深度协议四种。选择基础协议，相当于不与平台签约，没有任何资源，被作者视为废弃选项。深度协议针对资深作家，只有大神级别作者才能享有。也就是说，中小作者能选择的只有授权协议中的甲乙两版。
甲版中，平台为作者提供推广资源，双方净收益5：5分，授权年限为著作财产权保护期，即传说中的“死后五十年”。乙版平台无需对作品提供资源，作者分得70%收益，授权期限只有完本20年，但期间一旦作品被改编，则自动转为著作财产权保护期满为止。涉及改编，乙版与甲版无异，且还无法获得甲版的推荐资源。综合之下，大多作者们只能选择甲版。而在阅文方面的回复里，新近签约的作者中，选择甲版协议的的确最多。在沸沸扬扬一个月后，等来与此前没有太大差别的合约，摆在中小作者眼前的只有两个选择，接受甲版，或者另谋他路。
“对于广大作者强烈抵制的授权期限死后五十年这一条，依旧没有改变。”网文作者自发组织的公益团体“网文作者维权组”负责人告诉燃财经，甲版和此前曝光的霸王合同没有太大区别。他们做了一份有2673位作家参与的《网文作者签约数据分析报告》，显示有76.05%作者的授权意愿在三到五年之间。
中小作者出走，还有一群作者众筹自立门户，建立了名为“联合阅读”的乌托邦，专注于作者写书，不注重IP和版权开发。

## 旗下品牌

### 文學網站
| - 起點中文網 - 起點女生網 - 創世中文網 - 雲起書院 | - 紅袖添香 - 瀟湘書院 - 言情小說吧 - 小說閱讀網 | - 天方聽書網 - 懒人听书 - 晉江文學城（佔股50%但不干涉其日常運營） - Webnovel（起点国际站） - 腾讯动漫 |

### 手機應用程式
- QQ閱讀
- 起點讀書
- 作家助手
- Webnovel（起点国际站）
- 红袖读书
- 飞读免费小说
- 话萌小说
- 元气阅读

### 影视制作
- 新丽传媒

### 圖書出版发行
- 中智博文
- 聚石文華
- 华文天下

### 数码产品
- 口袋阅

## 董事會及高管層

### 主要股東
| 股東姓名                       | 持股比例 | 備註                                                                                              |
| ------------------------------ | -------- | ------------------------------------------------------------------------------------------------- |
| THL A13                        | 28.75%   | THL A13 Limited，為騰訊的投資工具及全資附屬公司。                                                 |
| Tencent Growthfund             | 7.71%    | Tencent Growthfund Limited，為騰訊的投資工具及全資附屬公司。                                      |
| Qinghai Lake                   | 22.71%   | Qinghai Lake Investment Limited，為騰訊的投資工具及全資附屬公司。                                 |
| TB Partners                    | 5.96%    | Trustbridge Partners V, L.P.                                                                      |
| Deal Plus                      | 5.84%    | Deal Plus Global Limited，由THL A13、TB Partners及獨立第三方分別持有48.9%、36.1%及15%的投資工具。 |
| Laoshe                         | 5.76%    | Laoshe Investment Limited，由凱雷集團全資所有。                                                   |
| Luxun                          | 6.45%    | Luxun Investment Limited，由凱雷集團全資所有。                                                    |
| Grand Profits Asia Limited     | 1.76%    | 由公司高級副總裁林庭鋒全資擁有。                                                                  |
| Rise Dragon Investment Limited | 1.76%    | 由公司總裁商學松全資擁有。                                                                        |
| Jun Chang Limited              | 0.88%    | 由公司僱員侯慶辰全資擁有。                                                                        |
| Billion Excel Limited          | 0.88%    | 由公司僱員羅立先全資擁有。                                                                        |
| 受限制股份單位受託人           | 5.24%    |                                                                                                   |

### 董事會
- James Gordon MITCHELL(主席兼非執行董事)
- 侯曉楠(首席執行官、總裁兼執行董事)
- 黃琰(副總裁兼執行董事)
- 曹華益(非執行董事)
- 謝晴華(非執行董事)
- 余楚媛(獨立非執行董事)
- 梁秀婷(獨立非執行董事)
- 劉駿民(獨立非執行董事)

### 行政高管
- 首席执行官：侯晓楠[51]

## 代表作品

### 影视
- 2024年《玫瑰的故事》影视剧[52]
- 2024年《庆余年第二季》影视剧[53]
- 2024年《与凤行》影视剧[54]
- 2024年《热辣滚烫》电影[55]
- 2023年《骄阳伴我》影视剧[56]
- 2023年《平凡之路》影视剧[57]
- 2022年《人世间》影视剧[58][59]
- 2022年《这个杀手不太冷静》电影[60]
- 2022年《卿卿日常》影视剧[61]
- 2022年《风起陇西》影视剧[62]
- 2022年《天才基本法》影视剧[63]
- 2021年《你好，李焕英》电影[64][65]
- 2021年《赘婿》影视剧[66]
- 2021年《雪中悍刀行》影视剧[67]
- 2019年《庆余年》影视剧[68][69]
- 2018年《将夜》影视剧[70]
- 2018年《武动乾坤》影视剧[71]
- 2018年《斗破苍穹》影视剧[72]
- 2017年《择天记》影视剧[73]

### 动漫游戏
- 《斗破苍穹》动画年番[74][75]
- 《全职高手之巅峰荣耀》动画大电影[76]
- 《武动乾坤》动画系列[77]
- 《星辰变》动画系列[78]
- 《全职法师》动画系列[79][80]
- 《神藏》动画[81]
- 《新斗罗大陆》手游[82]
- 《斗破苍穹：怒火云岚》手游[83]
- 《凡人修仙传·人界篇》手游[84]
- 《大奉打更人》漫画[85]
- 《从红月开始》漫画[34]
- 《超神宠兽店》漫画[57]

## 外部連接
- 官方网站（简体中文）